# روغن کنجد
روغن کنجد نوعی روغن خوراکی است که از دانه‌های کنجد به‌دست می‌آید. این روغن در آشپزی غرب، جنوب، مرکز، شرق و جنوب شرق آسیا به‌عنوان طعم‌دهنده به‌کار می‌رود و رایحه و مزه‌ای منحصربه‌فرد دارد. روغن کنجد یکی از روغن‌های طبیعی با ثبات است. هرچه در تصفیهٔ روغن دانه تمیزتر و سفیدتر باشد، روغن به دست آمده زلال‌تر است. روغن کنجد غنی از اسید اولئیک و اسید لینولئیک است که با هم ۸۵ درصد از کل اسیدهای چرب را تشکیل می‌دهند. ماندگاری این روغن در مقایسه با سایر روغن‌های متعارف، طولانی‌تر است. این روغن به‌عنوان روغن سرخ کردنی نسبت به روغن‌های دیگر باثبات‌تر است.

## کاربردها

### درمان
از این روغن در طب مکمل استفاده شده و برای کارهایی مانند ماساژ هم به‌کار می‌رود.
پزشکی سنتی در هند واقع در منطقهٔ آیورودا از روغن کنجد جهت آرام کردن علائم مربوط به استرس استفاده می‌شود. تحقیقاتی که در حال اجرا است، نشان می‌دهد که وجود آنتی‌اکسیدان غنی شده و چربی‌های اشباع نشده در روغن کنجد می‌تواند به کنترل فشار خون کمک کند.
با توجه به این‌که روغن کنجد تقاضای بالایی در صنایع غذایی جهان دارد و همچنین این روغن باعث اختلالاتی در سیستم قلبی و عروقی نمی‌شود مطالعات مختلفی برای بررسی اثر این روغن در زمینه‌های مختلف انجام شده است.
دستگاه عصبی انسان در دوران بارداری شکل می‌گیرد و از طرفی برای تکامل یافتن سلول‌های مغزی وجود اسیدهای چرب بلند زنجیر غیر اشباع در شیر مادر ضروری است. تحقیقات متعدد زیادی برای بررسی اثر روغن‌های گیاهی از جمله روغن کنجد و اجزای تشکیل دهندهٔ آن بر روی فرایند یادگیری و حافظه انجام شده است. تعدادی از این تحقیقات عبارت‌اند از:
در یک مطالعهٔ حیوانی که در سال ۱۳۹۰ انجام شده است تأثیر مصرف روغن کنجد در دوران بارداری و شیردهی بر روی حافظهٔ موش‌های صحرایی متولد شده در ۳۰ روز بعد از تولد مورد بررسی قرار گرفته است. در این مطالعهٔ تجربی ۲۴ موش صحرایی از نژاد ویستار بررسی شدند و نتایج نشان داد که مصرف روغن کنجد به میزان ۱۰ درصد در دوران بارداری و شیردهی حافظهٔ احتزازی غیرفعال را افزایش می‌دهد.

### صنعت
در صنعت، روغن کنجد ممکن است به عناوین زیر استفاده شود:
- حلال در داروهای تزریقی
- روغن حامل، لوازم آرایشی و بهداشتی
- پوشش دانه برای جلوگیری از حملات شپش‌ها. این روغن همچنین در ساخت حشره‌کش کاربرد دارد.[۳]
- روغن درجه پایین به صورت محلی در صابون‌ها، رنگ‌ها، روان‌کننده‌ها و روشنایی استفاده می‌شود.
- [۴]در صنایع داروسازی نیز از آن به‌عنوان حلال در محلول‌های تزریقی عضلانی استفاده می‌شود.

### پخت‌وپز
روغن کنجد روشن، دارای نقطهٔ دود بالا و مناسب برای روغن‌جوش کردن است، در حالی که روغن کنجد تیره (از دانهٔ کنجد بوداده) دارای نقطهٖٔ دود کمی پایین‌تر و نامناسب برای روغن‌جوش کردن است. در عوض می‌توان آن را برای سرخ کردن گوشت یا سبزیجات یا برای ساخت املت، استفاده کرد. در آشپزی شرق آسیا اغلب برای چاشنی از روغن کنجد بوداده استفاده می‌شود. چینی‌ها از روغن کنجد در تهیهٔ وعده‌های غذایی برای زنان در زندان پس از زایمان استفاده می‌کردند. روغن کنجد محبوب‌ترین روغن در آسیا، به‌ویژه در کُره، چین و ایالت‌های جنوب هند از کرناتکه، آندرا پرادش و تامیل نادو است که در آنجا استفادهٔ گستردهٔ آن شبیه به روغن زیتون در مدیترانه است.

## حساسیت‌زایی
همچون بسیاری از روغن‌ها و دانه‌های روغنی دیگر، روغن کنجد هم می‌تواند باعث بروز حساسیت غذایی شود که البته احتمالش نادر و در حدود ۰٫۱٪ جمعیت کلی است. در قرن بیست و یکم، گزارش‌های رسیده از کشورهای توسعه‌یافته مبنی بر حساسیت‌زایی آن رو به افزایش بوده است. بیشتر این حساسیت‌ها به صورت درماتیت تماسی بوده است که علت احتمالی‌اش، حساسیت به ترکیبات شبه‌لیگنینِ موجود در این روغن است.
در سال ۲۰۰۵ میلادی گزارشی از یک ورزشکار جوانِ بدن‌ساز در ژورنال روماتولوژی آکسفورد منتشر شد که در اثر تزریق روغن کنجد به عضلات بازویش، دچار «واسکولیت» شده بود.
آلرژی به روغن کنجد می‌تواند شدید یا ضعیف باشد. افرادی که مبتلا به آلرژی شدید نسبت به دانه‌های کنجد هستند معمولاً به آنافیلاکسی دچار هستند.

## فرایند تولید
دانهٔ کنجد توسط یک کپسول که تنها زمانی که دانه‌ها به‌طور کامل رسیده‌اند محافظت می‌شود. ساعت رسیدن محصول‌ها با یکدیگر متفاوت است. با کشف indehiscent (nonshattering) به وسیله لانگهام در سال ۱۹۴۳ جهش‌هایی به سمت توسعهٔ یک محصول مقاوم در برابر انواع شکستن آغاز شد.
دانهٔ کنجد در کشورهای در حال توسعه در درجهٔ نخست، عاملی است که نقش مهمی در محدود کردن ایجاد مقیاس بزرگ، استخراج کاملاً اتوماتیک روغن و تکنیک‌های پردازش ایفا کرده است. روغن کنجد را می‌توان با تعدادی از روش‌های استخراج، با توجه به مواد و تجهیزات در دسترس قرار داد. در کشورهای در حال توسعه، روغن کنجد اغلب با روش‌های ارزان‌قیمت مانند فشرده شدن دستی، شناوری در آب گرم، پرس پل، پرس قوچ، روند غنی، یا با استفاده از یک expeller در مقیاس کوچک استخراج می‌شود. در کشورهای توسعه‌یافته، استخراج روغن کنجد اغلب با استفاده از ماشین‌آلات استخراج روغن، یا با ایجاد فشار و استفاده از مواد شیمیایی انجام می‌شود.
اکنون روغن کنجد به‌دست آمده از دانه‌های با کیفیت دارای طعم مناسب است که خالص‌سازی بیشتر نیاز ندارد و پیش از آن می‌تواند مصرف شود. بسیاری از مصرف‌کنندگان به دلیل باور به این‌که فرایندهای تصفیه باعث حذف مواد مغذی مهم می‌شوند ترجیح می‌دهند روغن کنجد تصفیه شده مصرف نکنند.

## انواع
تفاوت‌های بسیاری در رنگ روغن کنجد وجود دارد: روغن کنجد سرد فشرده، به رنگِ زرد کم‌رنگ است، در حالی که روغن کنجد در هند، طلایی رنگ و روغن کنجد شرق آسیا معمولاً به رنگ قهوه‌ای تیره است. این رنگ و عطر و طعم از بو دادن دانه‌های کنجد گرفته شده است.
عملیات ذخیره‌سازی در بطری‌های کهربایی رنگ می‌تواند به کاهش اکسیداسیون در برابر نور کمک کند.
تغییرات بسیاری در رنگ روغن کنجد وجود دارد. روغن کنجد فشرده شده زرد کمرنگ است، روغن کنجد هند (جینجیلی) معمولاً به رنگ روغن طلایی و روغن کنجد شرق آسیایی به رنگ قهوه‌ای تیره، تبدیل می‌شود.

## ترکیبات
روغن کنجد از اسیدهای چرب زیر تشکیل شده است:
- اسید لینولئیک (۴۱٪)
- اسید اولئیک (۳۹٪)
- پالمیتیک اسید (۸٪)
- اسید استئاریک(۵٪)
- اسیدهای چرب دیگر به مقدار اندک

## ویژگی‌ها
| آزمایش                            | مقدار                            |
| --------------------------------- | -------------------------------- |
| دانسیته                           | ۰٫۹۱۵–۰٫۹۱۹ در ۳۰ درجهٔ سانتیگراد |
| ضریب شکست                         | (۴۰۰C) ۱٫۴۶۴۵–۱٫۴۶۶۵             |
| ارزش صابون‌سازی                    | ۱۸۸–۱۹۳                          |
| مقدار ید                          | ۱۰۳–۱۲۰                          |
| حداکثر درصد مادهٔ روغنی            | ۱٫۵–۲٫۰٪                         |
| حداکثر مقدار حرارتی کدورت بیلر ˚C | ۲۲c                              |